# Суригаононы
Суригаононы — народ, являющийся частью бисайской этнолингвистической группы, крупнейшей на территории Филиппин.

## Ареал расселения
Суригаононы населяют восточное побережье филиппинского острова Минданао, в особенности провинции Северный Суригао, Южный Суригао и острова Диганат. Они также присутствуют в провинциях Северный Агусан, Южный Агусан и Восточный Давао.

## Демография
В настоящее время численность суригаононов составляет около 1 000 000 человек.
Их предками были австронезийскоговорящие иммигранты, прибывшие на острова из Южного Китая во времена железного века. Язык суригаононов очень похож на себуанский, но в связи с тем, что имеется ряд отличных слов и фраз, эти два языка, как правило, разделяются.
Из-за массового наплыва на Минданао себуанцев, вторым языком суригаононов является себуанский.
Также большинство владеет английским языком.
По вероисповеданию подавляющее большинство суригаононов является католиками, лишь немногие исповедают ислам.

## Культура
Культура суригаононов схожа с культурой себуанцев. Многие из них являются земледельцами. Испанские летописи описывают суригаононов как хороших и послушных, но не очень трудолюбивых работников.